# Roseaplagis caelatus
Roseaplagis caelatus là một loài ốc biển, là động vật thân mềm chân bụng sống ở biển trong họ Trochidae, có vỏ trên đỉnh người. Loài này là động vật đặc hữu của New Zealand.

## Phụ loài
Những phụ loài sau đã được phát hiện và đặt tên:
- Micrelenchus caelatus archibenthicola Dell, 1956: synonym of Cantharidus caelatus mortenseni Powell, 1933; synonym of Roseaplagis mortenseni (Odhner, 1924)
- Micrelenchus caelatus bakeri Fleming, 1948: synonym of Roseaplagis artizona A. Adams, 1853 (Odhner, N.H.J., 1924)
- Micrelenchus caelatus elongatus (Suter, 1897): synonym of Cantharidus caelatus elongatus (Suter, 1897); synonym of Roseaplagis artizona A. Adams, 1853
- Micrelenchus caelatus morioria Powell, 1933: synonym of Cantharidus caelatus mortenseni Powell, 1933; synonym of Roseaplagis mortenseni (Odhner, 1924)
- Micrelenchus caelatus mortenseni (Odhner, 1924): synonym of Roseaplagis mortenseni (Odhner, 1924)